# Ratpoison
Ratpoison (с англ. — «крысиный яд») — минималистичный фреймовый оконный менеджер, работающий без использования дополнительных библиотек, графики и мыши. Создан под влиянием GNU Screen.

## Интерфейс
Интерфейс (по сравнению с KDE, GNOME и даже BlackBox) отсутствует. Есть только ненадолго всплывающие сообщения и такая же командная строка. Каждое созданное окно разворачивается на весь экран. Исключения создаются только для диалоговых окон. Однако, в отличие от GNU Screen, ratpoison поддерживает фреймы, так что область экрана можно поделить между несколькими окнами. С помощью скрипта rpws, который обычно поставляется вместе с ratpoison, добавляется поддержка рабочих столов.

## Управление
Управление основано на использовании клавиатуры и только её. В двух вариантах: комбинации клавиш и из командной строки. Людям, не знакомым с клавиатурными комбинациями emacs, система с префиксными комбинациями, например, C-t C-t, кажется сложной, однако она позволяет в любом приложении под управлением ratpoison использовать все возможные сочетания клавиш (исключая разве что зарезервированные X Window System и ядром). 
Впрочем можно с лёгкостью создать и беспрефиксные комбинации. По умолчанию определены в клавиатурных сочетаниях только самые основные команды, для доступа к остальным нужно либо назначить их вручную, либо использовать командную строку (C-t :).

## Настройка
Программа версии 1.4.8 занимала немного более 200 Кб и какой-либо специальной программы для настройки нет и не планируется. В наличии имеется загрузочный скрипт, представляющий собой прямую последовательность команд.

## Дополнительно
Поддерживается режим нескольких мониторов. Несколько рабочих столов напрямую не поддерживается, однако существуют группы окон, что может служить заменой.